# Kaluga
Kaluga (rus. Калуга) je grad u Rusiji i administrativno središte Kaluške oblasti. Leži na rijeci Oki, 188 kilometara jugozapadno od Moskve. Prema popisu stanovništva iz 2010. u gradu je živjelo 325,185 stanovnika.
Grad je osnovan sredinom 14. stoljeća kao granična tvrđava Velike moskovske kneževine. Prvi put se spominje pod svojim sadašnjim imenom 1371. godine.
U posljednje vrijeme, Kaluga je postala jedno od središta ruske automobilske industrije, s brojnim inozemnim tvrtkama, koje otvaraju svoje pogone za sklapanje. Dana 28. studenog 2007., Volkswagen Group otvorila je novi pogon u Kalugi, s daljnjim planovima za proširenje. Investicija je dosegla više od 500 milijuna eura. Proizvode se Volkswagen Passat i Škoda Octavia. Početkom 2009., Volvo Group otvorio je postojenje za montažu kamiona s godišnjim kapacitetom od 10,000 Volvo i 5,000 Renault kamiona. Od 2010., PSA Peugeot Citroën proizvodi automobile Peugeot 308 za rusko tržište.
Kraj Kaluge nalazi se Zračna luka Grabcevo. Javni prijevoz čine trolejbusi, autobusi i maršrutke.
Kaluga ima vlažnu umjerenu kontinentalnu klimu, (Köppenova klasifikacija klime): DFB, s toplim i vlažnim ljetima, te dugim, hladnim i snježnim zimama.